# Municipio de Union (condado de Rawlins)
El municipio de Union (en inglés: Union Township) es un municipio ubicado en el condado de Rawlins en el estado estadounidense de Kansas. En el año 2010 tenía una población de 39 habitantes y una densidad poblacional de 0,35 personas por km².

## Geografía
El municipio de Union se encuentra ubicado en las coordenadas 39°46′28″N 100°54′38″O / 39.77444, -100.91056. Según la Oficina del Censo de los Estados Unidos, el municipio tiene una superficie total de 111.47 km², de la cual 111,47 km² corresponden a tierra firme y (0 %) 0 km² es agua.

## Demografía
Según el censo de 2010, había 39 personas residiendo en el municipio de Union. La densidad de población era de 0,35 hab./km². De los 39 habitantes, el municipio de Union estaba compuesto por el 100 % blancos. Del total de la población el 0 % eran hispanos o latinos de cualquier raza.